# 深山信号場
深山信号場（みやましんごうじょう）は、かつて福井県敦賀市に存在した日本国有鉄道（国鉄）北陸本線旧線の信号場である。

## 概要
第二次大戦末期、戦局が深刻さを増し内地における物資輸送も逼迫する中、国鉄三国線などの枝葉線、観光路線などは不要不急線として休止される一方、本線上では線路容量の増大を図るため、作見、深山などの信号場が新設されていった。

## 歴史
- 1896年（明治29年）7月15日：国有鉄道 敦賀 - 福井間開通。
- 1944年（昭和19年）10月11日：敦賀 - 新保間に深山信号場開設[1]。
- 1962年（昭和37年）
  - 6月9日：北陸トンネル正式開通に先立ち、線路付け替えのため朝ラッシュをもって業務終了。
  - 6月10日：廃止[1][2]。

## 構造
北陸トンネルの手前にあった新旧分岐点の少し北側より木の芽川にかかる橋梁の手前までの区間に設置されていた。
- 誤解されがちだが、深山信号場はあくまで旧線内の信号場であって、新旧分岐点ではない。

単線区間における、列車行き違い形の信号場である。
北陸トンネル落成直前には敦賀 - 深山間は在来線に腹付けの形で実質、複線化の整備はなされていたが、新線開通以前に上り線が実際に供用されたかどうかは資料に乏しく不明。

## 跡地
二車線の道路に転用。跡地に痕跡はほとんど見受けられない。

## 隣の駅
日本国有鉄道
北陸本線
敦賀駅 - 深山信号場 - 新保駅